# 岩寺駅
岩寺駅（アムサえき）は、大韓民国ソウル特別市江東区岩寺洞にある、ソウル交通公社8号線の駅である。駅番号は「810」。

## 歴史
- 1999年7月2日 - ソウル特別市都市鉄道公社（当時）8号線の駅として開業。
- 2017年5月31日 - ソウル特別市都市鉄道公社とソウルメトロが統合され、8号線はソウル交通公社の駅となる。
- 2024年8月10日 - 当駅 - 別内駅間に別内線が開業、8号線と直通。これに伴い、岩寺止まりの列車は深夜などの時間帯を除き、別内行きに統一された[1]。

## 駅構造

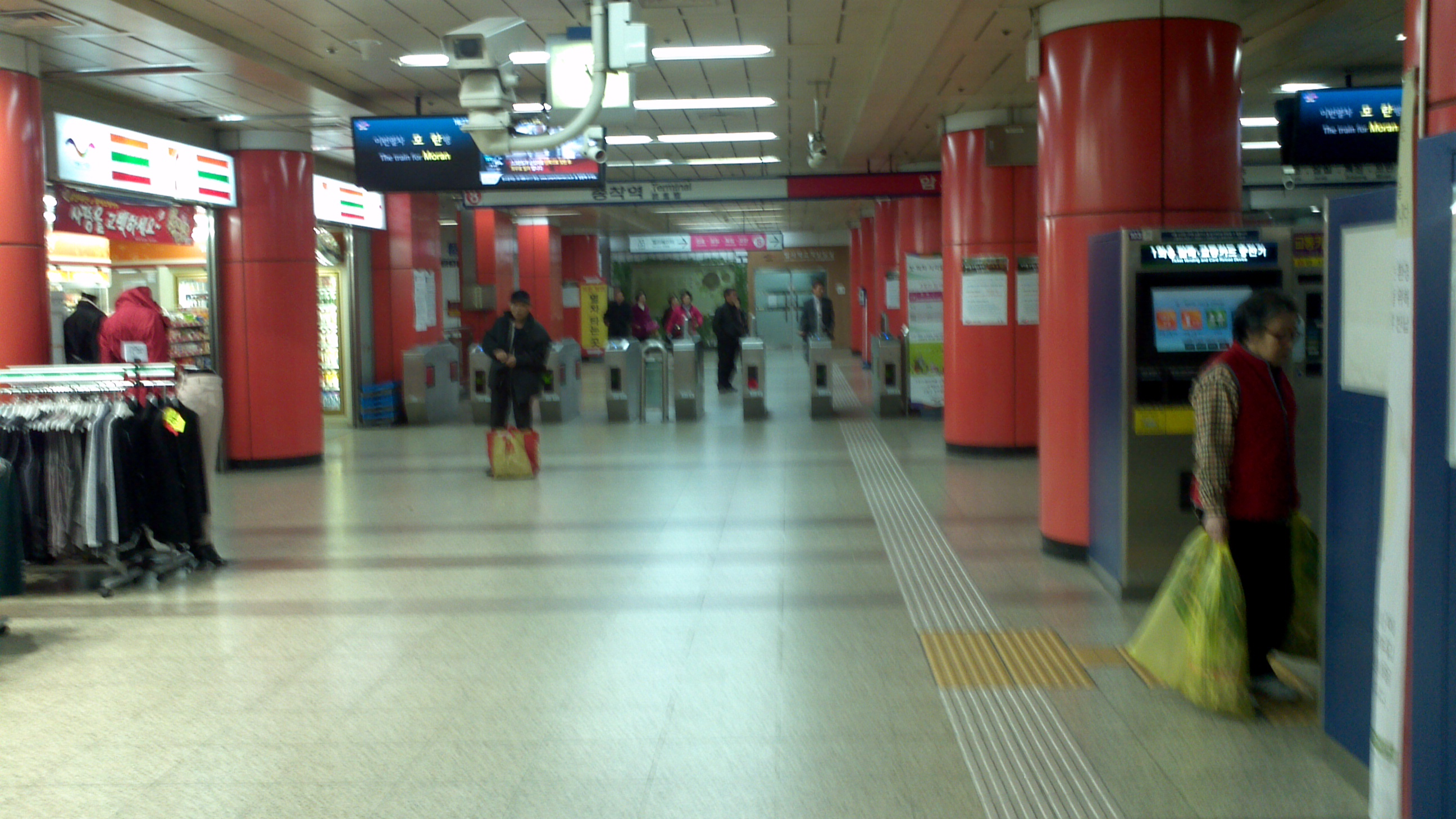
改札口

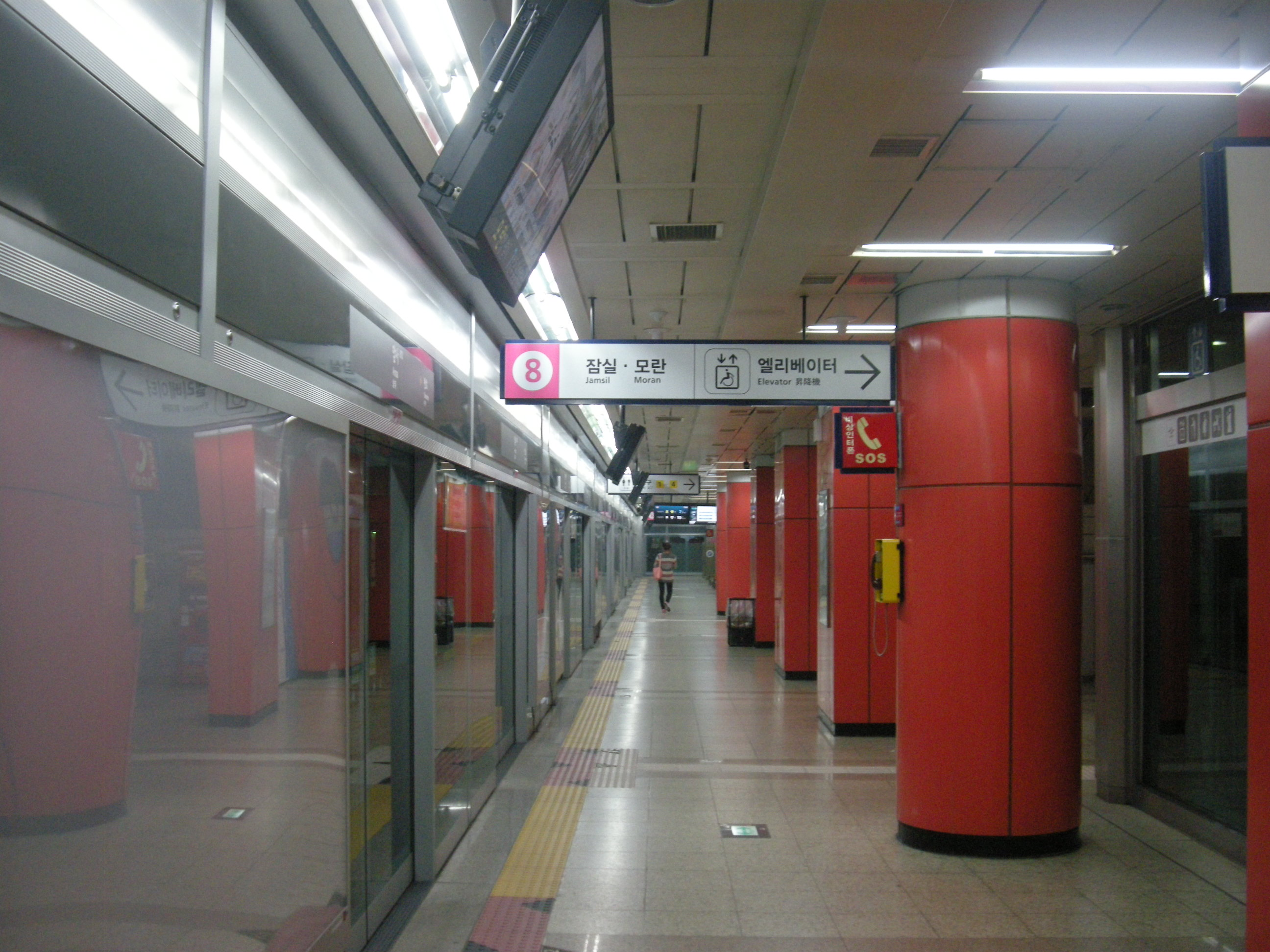
ホーム

地下駅。ホームは地下2階にあり、相対式ホーム2面2線を有する。
改札階は地下1階で改札口は1ヶ所のみある。化粧室は改札外にある。出口は1～4番の計4ヶ所ある。
別内線開業前は、現在の別内側に上下線と、下り線から分岐した合計3本の引き上げ線が設けられていたが、開業後は引き上げ線に使用していた上下線2本の線路を別内線に使用する形で廃止し、別内側に1本の引き上げ線を新設した。

### のりば
案内上ののりば番号は設定されていない。
| 上り | 8号線 | 九里・別内方面       |
| 下り | 8号線 | 蚕室・福井・牡丹方面 |

## 利用状況
近年の一日平均利用人員推移は下記の通り。
| 路線  | 路線     | 2000年 | 2001年 | 2002年 | 2003年 | 2004年 | 2005年 | 2006年 | 2007年 | 2008年 | 2009年 | 出典  |
| ----- | -------- | ------ | ------ | ------ | ------ | ------ | ------ | ------ | ------ | ------ | ------ | ----- |
| 8号線 | 乗車人員 | 13,391 | 17,062 | 17,555 | 17,681 | 17,650 | 17,708 | 17,196 | 16,921 | 16,878 | 16,967 | [ 4 ] |
| 8号線 | 降車人員 | 11,792 | 14,791 | 15,311 | 15,362 | 15,299 | 15,316 | 14,938 | 14,585 | 14,485 | 14,563 | [ 4 ] |
| 8号線 | 乗降人員 | 25,183 | 31,853 | 32,866 | 33,043 | 32,949 | 33,024 | 32,134 | 31,506 | 31,364 | 31,530 | [ 4 ] |
| 路線  | 路線     | 2010年 | 2011年 | 2012年 | 2013年 | 2014年 | 2015年 |        |        |        |        | [ 4 ] |
| 8号線 | 乗車人員 | 17,361 | 17,654 | 17,764 | 17,985 | 18,058 | 17,664 |        |        |        |        | [ 4 ] |
| 8号線 | 降車人員 | 15,041 | 15,414 | 15,635 | 15,830 | 15,931 | 15,637 |        |        |        |        | [ 4 ] |
| 8号線 | 乗降人員 | 32,402 | 33,067 | 33,399 | 33,815 | 33,989 | 33,301 |        |        |        |        | [ 4 ] |

## 駅周辺
- 岩寺先史遺跡 -　北へ約1km。
- 岩寺1洞住民センター
- 岩寺2洞住民センター
- 岩寺2治安センター
- 岩寺総合市場
- ソウル江東初等学校（朝鮮語版）
- ソウル新岩初等学校
- ソウル先史初等学校
- 千一中学校（朝鮮語版）
- 韓国点字図書館
- クァンナル公園
- クァンナル漢江公園（朝鮮語版）
- 江一中学校（朝鮮語版）
- ウリィ銀行岩寺駅支店
- 国民銀行岩寺駅支店

## 隣の駅
ソウル交通公社
 8号線
岩寺歴史公園駅 (809) - 岩寺駅 (810) - 千戸駅 (811)